# Philippe-Christine de Lalaing
Philippe-Christine de Lalaing (1545, probablement à Condé-1582, Anvers), o Marie-Christine de Lalaing, era la filla del comte Carles II de Lalaing i Marie de Montmorency-Nivelle. Es va casar amb Pierre de Melun, el governador de Tournai el 2 de juliol de 1572. En absència del seu marit, va defensar la ciutat de Tournai contra l'atac d'Alexandre Farnese, duc de Parma, l'any 1581.

## La defensa de Tournai
A mitjan segle xvi, els predicadors calvinistes van guanyar un gran suport a Tournai, malgrat els esforços de Felip II d'Espanya per erradicar el moviment. El 1576, els Estats Generals dels Països Baixos van nomenar Pierre de Melun com a governador de Tournai. Havent deixat Tournai per atacar Gravelines, de Melun va confiar la defensa de Tournai al seu lloctinent i a la seva muller, Marie-Christine de Lalaing. Poc després de la seva marxa, el príncep de d'Orange va ser advertit que Farnese atacaria la ciutat, malgrat que l'hivern s'apropava. Quan l'exèrcit de Flandes va arribar a la ciutat, Marie-Christine de Lalaing va dirigir-se a les seves tropes en un discurs: "Soc jo, la dona del vostre governador que ara ha marxat a la guerra, arriscant la seva pròpia vida, en servei pel seu país. Seguiu el meu exemple: abans deixaria la meva vida que abandonaria el meu país." Christine va ser ferida en la batalla.
Malgrat el valor que van mostrar, els soldats de Christine es van haver de rendir el 29 de novembre de 1581. Després d'això es va retirar a Anvers, on va morir el 9 de juny de 1582.